# Личный чемпионат СССР по шахматной композиции 1967
Чемпионат СССР по шахматной композиции 1967 — 8-й личный чемпионат.
П/ф — 381 композиция 64 авторов, опубликованная в 1965—1966.

## Двухходовки
П/ф — 122 задачи 26 авторов. Финал — 25 задач 17 авторов. 
Судья — Лошинский. 
1. Чепижный — 114 очков; 

2. Лившиц — 71; 

3. Банный — 39; 

4. Печёнкин — 38; 

5. Тимонин — 32; 

6. Мельниченко — 31; 

7. Кисис — 27; 

8. А. Ярославцев — 24; 

9. Косолапов — 13; 

10. Сушков — 11½; 

11. В. Владимиров — 8; 

12—14. Дюммель, Кацнельсон и Рухлис — по 4½; 

15. Н. Герасименко — 2; 

16—17. С. Гродзенский и С. Пушкин — по 1½. 
Лучшая композиция — Лившиц и Чепижный.

## Трёхходовки
П/ф — 77 задач 21 автора. Финал — 25 задач 9 авторов.
Судья — Копнин. 
1. Лошинский — 164½;
2. Чепижный — 79½;
3. Тимонин — 59;
4. Гуляев — 57;
5. Я. Владимиров — 49;
6. Гафаров — 10;
7. Ан. Кузнецов — 5;
8. Попандопуло — 2;
9. А. Ярославцев — 1.

Лучшая композиция — Лошинский.

## Многоходовки
П/ф — 55 задач 14 авторов. Финал — 25 задач 10 авторов. 
Судья — Гебельт. 
1. Лошинский — 108 очков;
2. Я. Владимиров — 100;
3. Попандопуло — 82½;
4. Гуляев — 80:
5. Печёнкин — 24;
6. Кофман — 15;
7. Тимонин — 8;
8. Зелепукин — 5;
9. Розенфельд — 4;
10. А. Копнин — ½.

Лучшая композиция — Лошинский.

## Этюды
П/ф — 127 этюдов 24 авторов. Финал — 30 этюдов 19 авторов.
Судья — Корольков. 
1—2. Каспарян и Якимчик — по 104 очка; 

3. Брон — 54; 

4. Ю. Землянский — 52; 

5. Ан. Кузнецов — 45½; 

6. Погосянц — 32½; 

7. Надареишвили — 29; 

8. Сарычев — 26; 

9—10. Горгиев и Руденко — по 22; 

11. С. Белоконь — 19; 

12. Кацнельсон — 18½; 

13. Кралин — 12; 

14—16. Бондаренко, Гуляев и Ал. Кузнецов — по 6; 

17. Сахаров — 5½; 

18. А. Копнин — 2; 

19. Неидзе — 1. 
Лучшая композиция — Каспарян.